# Erer (Äthiopien)
Erer (Amharisch ኤረር Erär; von Afar errer „Wechsel der Kamele“) oder Erer Gota ist der Hauptort der gleichnamigen Woreda Erer in der Shinile-Zone in der Somali-Region Äthiopiens. Gemäß Volkszählung von 2005 hatte er 7.490 Einwohner.
Erer liegt auf 1201 Meter Höhe in einer Oase am Fuß des Ahmargebirges, an einem Übergang über einen Schwemmkegel des Flusses Erer.
W. C. Barker wurde 1842 von einem Äthiopier berichtet, dass Karawanen von Ankober nach Harar in Erer („Errur“) Zwischenhalt einlegten. Die Stämme in der Umgebung – die Gurgura, die den Issa-Somali unterstehen, im Norden, die Argobba im Süden und die Nole- und Ala-Oromo im Osten – würden den Ort vor allem in der Trockenzeit häufig aufsuchen.
1886 beschrieb ein französischer Reisender Erer als Dorf an der Kreuzung von Wegen nach Tadjoura, Zeila und Shewa, wo sich Afar, Oromo und Issa begegnen.
Gota wurde Anfang des 20. Jahrhunderts als Station an der Eisenbahnstrecke Addis Abeba–Dschibuti gegründet und wuchs allmählich mit Erer zusammen.
Ein Palast des Kaisers Haile Selassie in der Nähe von Thermalquellen wurde während der italienischen Besatzung zum Hotel umfunktioniert. In der Umgebung von Erer befinden sich Obstplantagen, von denen die größten dem Kaiser gehörten, ehe sie unter dem Derg-Regime verstaatlicht wurden. In Erer angebaute Früchte werden auf den Märkten von Dire Dawa (zu dem eine gute Straßenverbindung besteht) und Harar verkauft.
1997 waren von 5027 Einwohnern 38,07 % Somali, 33,1 % Oromo, 21,24 % Amharen und 4,97 % Gurage.